# Air Malawi
Pour les articles homonymes, voir Malawi (homonymie) et AML.
Africa's friendly airline
Air Malawi (code OACI : AML, code AITA QM) était une compagnie aérienne nationale du Malawi, basée à Blantyre, qui exploitait des services régionaux de transport de passagers. En raison de sa situation financière difficile, la compagnie a été placée en liquidation volontaire, comme l'a annoncé le gouvernement du Malawi en novembre 2012, et les vols sont suspendus depuis février 2013.
La compagnie a débuté ses activités en 1964 en tant que filiale de Central African Airways, avant de devenir indépendante et de devenir la compagnie nationale du Malawi. À l'exception de vols long-courriers de courte durée vers Londres dans les années 1970, la compagnie s'est toujours concentrée sur les vols intérieurs et régionaux, au départ de sa base principale, l'aéroport international de Chileka, à Blantyre.
Air Malawi a fréquemment connu des difficultés financières et le gouvernement malawite a tenté de privatiser la compagnie à deux reprises, sans succès. La première tentative, en 2003, a échoué, l'adjudicataire, en partenariat avec South African Airways, n'ayant pas pu fournir de caution. La seconde tentative, en 2007, a échoué suite à des désaccords sur les conditions avec l'adjudicataire, la société sud-africaine Comair. 
Le gouvernement, par l'intermédiaire de son agent, la Commission de privatisation, a annoncé en septembre 2012 qu'il avait lancé une nouvelle recherche pour identifier un partenaire stratégique en capital pour Air Malawi, et en juillet 2013, Ethiopian Airlines a été confirmée comme partenaire d'une nouvelle compagnie aérienne qui s'appellera Malawi Airlines.

## Flotte

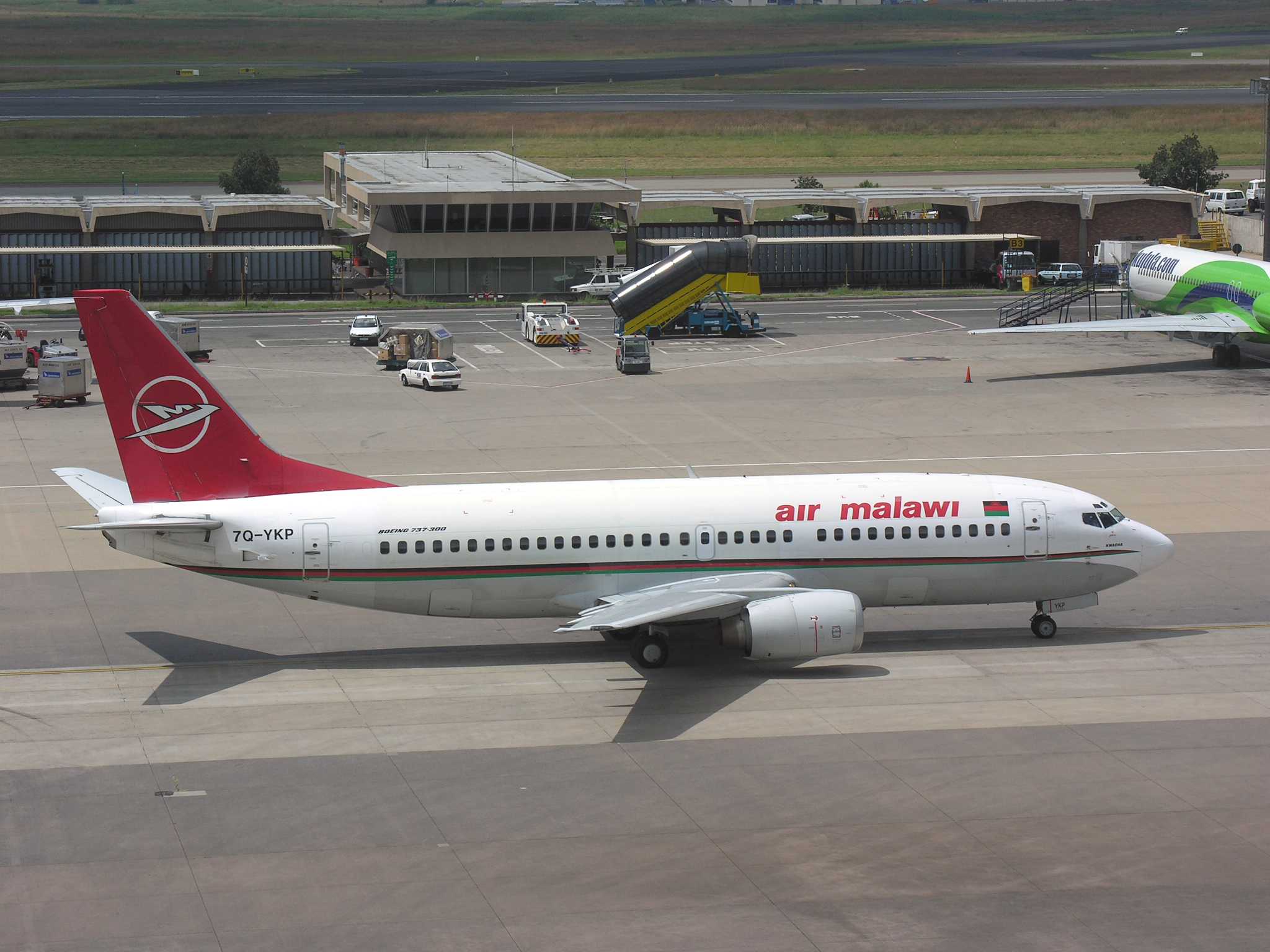
Boeing 737 d'Air Malawi à Johannesbourg.

Sa flotte actuelle se compose de quatre appareils :
- deux Boeing 737-200 ;
- un ATR 42.

En 1967, à sa création, sa flotte se composait alors de deux Vickers Viscount, un Douglas DC-3 et un Beechcraft Baron. Plus tard, un autre DC-3 et deux Hawker Siddeley HS.748 ont été acquis en 1970.